# تجريد التمهيد في الموطأ من المعاني والأسانيد
تجريد التمهيد في الموطأ من المعاني والأسانيد هو كتاب في فقه الحديث وعلومه من شرح كتاب الموطأ، ألفه الحافظ ابن عبد البر (368 هـ - 463 هـ)، يعتبر الكتاب من أشهر وأوسع شروح موطأ الإمام مالك بن أنس وأغزرها فائدة، وقد اختصره من كتابه التمهيد لما في الموطأ من المعاني والأسانيد، ويسلك في تأليفه لكتابه على نظم مادة الكتاب على أسماء شيوخ الإمام مالك الذين روى عنهم ما في الموطأ من الأحاديث، وقد رتبهم على حروف المعجم، حيث يذكر اسم الشيخ ونسبه وكنيته وشيوخه، وحاله ووفاته، ثم مقدار ما رواه عنه مالك في الموطأ، مقدما فيها المتصل، ثم ما جرى مجراه مما اختلف في اتصاله، ثم المنقطع والمرسل.
وقد أثنى ابن حزم على كتاب التمهيد أي أصل تجريد التمهيد فقال:
| تجريد التمهيد في الموطأ من المعاني والأسانيد | التمهيد لصاحبنا أبي عمر لا أعلم في الكلام على فقه الحديث مثله أصلا فكيف أحسن منه. | تجريد التمهيد في الموطأ من المعاني والأسانيد |

 وأجدر بكتاب يمتد على وضعه ابن عبد البر في حوالي ثلث قرن أن يكون كذلك. والكلمة من ابن عبد البر بعشر أمثالها لما له من التقصي في البحث والاستيعاب في الرواية والاستبصار في الرأي والقوة في البيان والمصارحة بالنقد.